# Siegfried Ier d'Anhalt-Zerbst
Siegfried Ier d'Anhalt-Zerbst (né vers 1230, mort à Köthen, après le 25 mars 1298), est un prince allemand issu de la maison d'Ascanie qui règne sur la principauté d'Anhalt-Zerbst de 1252 à 1290/1298.

## Biographie
Siegfried est le plus jeune fils du comte Henri Ier d'Anhalt élevé au rang de Prince d'Empire en 1218 et de son épouse Irmgarde, fille de Hermann Ier de Thuringe.
Après la mort de son père en 1252, conformément aux règles successorales de la maison d'Ascanie les fils du prince défunt partagent ses possessions patrimoniales. Siegfried reçoit Zerbst. Il se proclame  Comte de Köthen-Dessau à partir de 1253 du fait des domaines qu'il reçoit en héritage.
In 1247, après la mort sans héritier direct de Henri Raspe, Landgrave de Thuringe, et lors de la Guerre de Succession de Thuringe qui en résulte, le jeune Siegfried prétend au comté palatin de Saxe (allemand: Pfalzgrafschaft), du droit de sa mère Irmgarde. Plus tard il renonce au comté en faveur de la Maison de Wettin contre une compensation financière.
Pendant le Grand Interrègne sa candidature à l'Empire est brièvement mise en avant par le duc de Saxe et le margrave de Brandebourg pour faire obstacle aux ambitions d'Ottokar II de Bohême. En 1290 Siegfried renonce à régner et devient un moine prédicateur (allemand: Predigermönch). De ce fait son fils âiné Albert devient le nouveau souverain de Zerbst, bien que son père et prédécesseur conserve son rang jusqu'à sa mort. Il est inhumé à l'abbaye de Coswig.

## Union et postérité
Le 17 octobre 1259, Siegfried épouse  Catherine Birgersdotter, fille de Birger Magnusson, connu ensuite sous le nom de Birger Jarl, régent du royaume de Suède pour le compte de son fils Valdemar de Suède roi du droit de sa mère Ingeborge, sœur du roi Éric XI de Suède. Ils ont dix enfants :
- Albert Ier d'Anhalt-Zerbst ;
- Henri (†  13 décembre 1340 / 28 mars 1341 ?), Prévôt d'Halberstadt ;
- Siegfried (†  25 février 1317), chanoine à Magdebourg ;
- Hermann (†  après 24 juin 1328), chevalier de l'Ordre Teutonique, Comtur de Dessau en 1327 ;
- Agnès (†  après 17 aout 1316), Abbesse de Coswig ;
- Hedwige (†  après 24 février 1319), Abbesse de Coswig ;
- Elisabeth (†  après 17 aout 1316), nonne à Coswig ;
- Judith (†  après 17 aout 1316), nonne à Coswig ;
- Constance (†  après 17 aout 1316), nonne à Coswig ;
- Sophie (†  après 9 janvier 1290), épouse Louis de Hakeborn.